# Capps (Arkansas)
Capps è una località (unincorporated community) degli Stati Uniti d'America nella Contea di Boone nello Stato dell'Arkansas. Capps si trova sulla Arkansas Highway 392 a est di Harrison.